# Прокопов, Владимир Ильич
Владимир Ильич Прокопов (род. 11 мая 1938, Вольный, Орловская область) — испытатель парашютно-авиационной техники, Заслуженный парашютист-испытатель СССР (1988), Заслуженный мастер спорта СССР (1969).

## Биография
Родился 11 мая 1938 года в посёлке Вольный (ныне — Труновского сельского поселения) Краснозоренского района Орловской области.
Окончил 10 классов средней школы в Москве.
В 1957—1960 годах проходил срочную службу в Советской Армии.
В 1965 году окончил Московский авиационный институт и в том же году назначен парашютистом-испытателем НИИ парашютостроения. Провёл испытания нескольких десятков типов парашютов и парашютных систем различного назначения.
- 14 августа 1967 года участвовал в десантировании на пик Коммунизма (площадка на высоте 6100 м),
- 27 июля 1968 года — в десантировании на пик Ленина (площадка на высоте 7100 м),
- в августе 1982 года — в десантировании на восточную вершину Эльбруса (площадка на высоте 5621 м).

В 1962, 1964 и 1965 годах участвовал в установлении 10 мировых парашютных рекордов. В 1988 году Прокопову присвоено почётное звание Заслуженный парашютист-испытатель СССР (нагрудный знак № 9). С 1990 года на пенсии. Живёт в Москве.

## Награды
- орден «Знак Почёта» (29.10.1981)
- медаль «За отвагу» (07.07.1969)
- медаль «В ознаменование 100-летия со дня рождения Владимира Ильича Ленина»
- медаль «Ветеран труда»
- другие медали

## Почётные звания
- Заслуженный парашютист-испытатель СССР (18.08.1988)
- Заслуженный мастер спорта СССР (1969)